# Saîf-Eddine Khaoui
Saîf-Eddine Khaoui (Lyon, 31 de janeiro de 1992) é um futebolista profissional franco-tunisiano que atua como atacante. Atualmente joga pelo Clermont.

## Carreira
Saîf-Eddine Khaoui começou a carreira no Tours FC.